# Schütz
Schütz-Werke GmbH & Co. KG er en tysk virksomhed indenfor emballage-systemer i plastik og metal. Deres hovedkvarter er i Selters i Westerwald. Virksomheden ejes af familien Schütz. 
Udo Schütz grundlagde i 1958 en virksomhed til fremstilling af olietanke i metal.